# Доріс Малецькі
Доріс Малецькі (нім. Doris Maletzki; дошлюбне прізвище — Зельмігайт (нім. Selmigkeit); нар. 11 червня 1952) — німецька легкоатлетка, яка спеціалізувалася в бігу на короткі дистанції.

## Із життєпису
Виступала за збірну НДР.
Олімпійська чемпіонка в естафеті 4×400 метрів (1976).
Чемпіонка Європи в естафеті 4×100 метрів (1974).
Бронзова призерка Універсіади в естафеті 4×100 метрів (1973).
Ексрекордсменка світу в естафетах 4×100 та 4×400 метрів (співавторка трьох та одного ратифікованих рекордів відповідно).
По завершенні змагальної кар'єри працювала менеджером у Футбольній асоціації Берліна, пізніше — у Німецькому олімпійському інституті.

## Основні міжнародні виступи
| Рік  | Змагання         | Місто    | Місце            | Дисципліна | Примітки         |
| ---- | ---------------- | -------- | ---------------- | ---------- | ---------------- |
| 1973 | Універсіада      | Москва   | 4                | 200 м      |                  |
| 1973 | 3                | 4×100 м  |                  |            |                  |
| 1974 | Чемпіонат Європи | Рим      | 1пф7             | 200 м      |                  |
| 1974 | 1                | 4×100 м  | Відео на YouTube |            |                  |
| 1976 | Олімпійські ігри | Монреаль | 1                | 4×400 м    | Відео на YouTube |

## Визнання
- Кавалер Ордена «За заслуги перед Вітчизною» II ступеня (1976)
- Кавалер Ордена «За заслуги перед Вітчизною» III ступеня (1974)